# Seznam kulturních památek v katastrálním území Město Brno
Tento seznam nemovitých kulturních památek v části Brno-město v městské části Brno-střed ve městě Brno v okrese Brno-město vychází z  Ústředního seznamu kulturních památek ČR, který na základě zákona č. 20/1987 Sb., o státní památkové péči, vede Národní památkový ústav jako ústřední organizace státní památkové péče. Údaje jsou průběžně upřesňovány, přesto mohou obsahovat i řadu věcných a formálních chyb a nepřesností či být neaktuální. 
Pokud byly některé části dotčeného území vyčleněny do samostatných seznamů, měly by být odkazy na tyto dílčí seznamy uvedeny v úvodu tohoto seznamu nebo v úvodu příslušné sekce seznamu.
- Seznam kulturních památek v katastrálním území Město Brno – ZSJ Brno-hrad Špilberk: západně od Husovy a Komenského náměstí
- Seznam kulturních památek v katastrálním území Město Brno – ZSJ Náměstí Svobody: severně od Dominikánské, Panské a Jánské, západně od Poštovské a Rašínovy, východně od Husovy
- Seznam kulturních památek v katastrálním území Město Brno – ZSJ Janáčkovo divadlo: severně od Jánské, východně od Rašínovy a Poštovské
- Seznam kulturních památek v katastrálním území Město Brno – ZSJ Zelný trh: jižně od Dominikánské, Panské a Jánské

## Opevnění
| Památka                                       | Fotografie                                           | Rejstříkové číslo v ÚSKP                                                             | Sídelní útvar                                               | Poloha                                 | Popis a poznámky |
| --------------------------------------------- | ---------------------------------------------------- | ------------------------------------------------------------------------------------ | ----------------------------------------------------------- | -------------------------------------- | --- |
| Měnínská brána a městské opevnění (Q11343462) | \| \| \| \| \| \|                                    | 26220/7-208 Pam. katalog MIS                                                         | Brno-město                                                  | 49°11′27,01″ s. š., 16°36′22,67″ v. d. | Městské opevnění - Měnínská brána, Měnínská 525/7 49°11′39,26″ s. š., 16°36′45,67″ v. d.. Dvoupatrová hranolová stavba o třech okenních osách s průjezdem v přízemí a stanovou střechou. Průjezd brány zaklenut hladkou půlkruhově valenou klenbou, šířka oblouku cca 180 cm, průjez z obou stran otevřen neprofilovanými hladkými oblouky. Vstup do budovy umístěn v bráně je pravoúhlý s hladkým kamenným ostěním. Vnější stěny opatřeny vysokým kamenným soklem. S uliční řadou ul. Měnínské a Novobranské je spojena přístavba v šíři 3 okenních os, se sedlovou střechou. Stavba ze 17. století na středověkém základě, úprava na byty a fasáda z 2. poloviny 19. století. - fragmenty hradeb na několika místech (v Památkovém katalogu nespecifikováno) Fragmentální zbytky středověkého opevnění samostatné nebo obestavěné. Šířka 160–220 cm, původní výšku nelze určit. - krátký úsek hlavní hradby stojí v pozadí domů Josefská čo. 17 a 19 - dále za kapucínským klášterem - souvisle probíhá hlavní hradba pod Petrovem, kde se zachovaly dvě bašty, jedna v zahradě při domě č. 8, druhá v zahradě domu č. 8 - úsek hradby na západě dominikánského kláštera a Nové radnice až k Internacionálu, za klášterem probíhá fragment zdiva ubourané bašty čtvercového půdorysu, druhá čtverhraná bašta se nachází za Novou radnicí - pod Petrovem probíhá ve vzdálenosti 7–11 metrů před hlavní hradbou zeď parkánová zachovaná v malé části a zcela porušeném stavu - brána se sochami sv. Petra a Pavla. Nad schodištěm při domě Petrov čp. 1 zeď završená cimbuřím, prolomená otvorem s kamenným profilovaným ostěním, završeným oslím hřbetem. Před ní směrem ke kostelu při parapetu schodiště na hranolových soklech sochy sv. Petra a Pavla v životní velikosti. - hraniční zeď s portálem: Petrská 3, parc. 658. Zeď s architektonicky členěným vjezdem do dvora ve formě edikuly se zdvojenými pilastry s římsovou hlavicí nesoucí kladí ve vrcholu a trojúhelníkovým štítem. Poznámka: Do státního rejstříku původně zapsáno jako tři různé památky (Měnínská brána, městské hradby, hraniční zeď s portálem). V roce 1984 došlo k nějakému omezení rozsahu památky. Památkově chráněno od 23. března 1964. |
|                                               | Kategorie „City walls of Brno “ na Wikimedia Commons | Hledat fotografie a kategorie ve Wikimedia Commons podle rejstříkového čísla památky | Nahrát snímek k tomuto tématu do úložiště Wikimedia Commons |                                        | |